# سیارک ۲۱۴۳۸
سیارک ۲۱۴۳۸ (به انگلیسی: 21438 Camibarnett، نامگذاری:1998FP122) بیست و یک هزار و چهارصد و سی و هشتمین سیارک کشف شده‌است که در ۲۰ مارس ۱۹۹۸ کشف شد.
قدر مطلق سیارک برابر ۱۴.۱ است.